# Пјаца Брембана
Пјаца Брембана (итал. Piazza Brembana) је насеље у Италији у округу Бергамо, региону Ломбардија.
Према процени из 2011. у насељу је живело 1218 становника. Насеље се налази на надморској висини од 515 м.

## Становништво
Према резултатима пописа становништва 2011. у општини је живело 1.235 становника.
| 1931. | 1936. | 1951. | 1961. | 1971. | 1981. | 1991. | 2001. | 2011. |
| ----- | ----- | ----- | ----- | ----- | ----- | ----- | ----- | ----- |
| 710   | 575   | 824   | 842   | 950   | 1.049 | 1.111 | 1.182 | 1.235 |